# Артавазд (византийский император)
Артавазд (лат. Artabasdus, греч. Ἀρταύασδος или Ἀρτάβασδος, от армянского: Արտավազդ, Артавазд) — византийский император армянского происхождения, правивший с июня 742 до 2 ноября 743 года. Его царствование являлось узурпацией против Константина V, который сохранил контроль над большей частью Малой Азии.

## Биография

### Приход к власти
Артавазд получил назначение на пост стратига фемы Армениак (θέμα τῶν Ἀρμενιάκων, thema tōn Armeniakōn) в 713 году, от императора Анастасия II. Фема Армениак занимала территорию Понта, Малой Армении и северной Каппадокии, а её столицей был город Амасия.

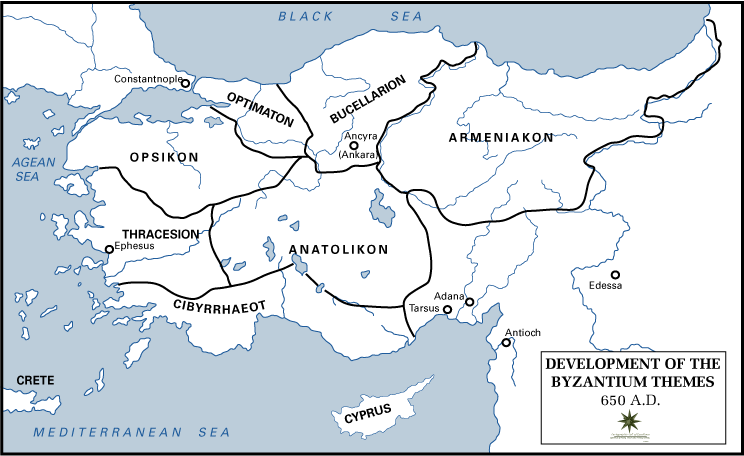
Фема Армениак в 650 году.

После падения Анастасия Артавазд заключил союз с правителем фемы Анатолика Львом, чтобы совместными силами сбросить с престола нового императора Феодосия III. Союз был скреплён помолвкой Артавазда и дочери Льва Анны. Позже, когда в марте 717 года Лев III взошёл на престол, состоялась и свадьба.
Артавазд затем получил чин куропалата и стал комитом фемы Опсикий, сохранив под своей властью и Армениак. Возможно, принимал участие в обороне Никеи от арабов в 727 году. В июне 742 (10 индикта) года, после того как власть унаследовал сын Льва Константин V, Артавазд решил захватить трон уже для себя и напал на шурина, пересекавшего Опсикий во время похода на защиту восточной границы от арабов. Константин бежал в Аморий, а Артавазд вступил в Константинополь и, пользуясь поддержкой горожан, был коронован как император.

### Правление
Артавазд отказался от иконоборчества, религиозной политики своего предшественника, и восстановил православие в качестве государственной религии, пользуясь, в том числе, поддержкой папы римского Захария. Вскоре после своего восшествия на престол Артавазд короновал свою жену Анну, присвоив ей титул августы, и своего сына Никифора в качестве соправителя. Своего второго сына Никиту Артавазд сделал правителем Армениака. Таким образом, Артавазд опирался на Армениак, Фракию и Опсикий, в то время как Константин заручился поддержкой Анатолика и Фракисия.

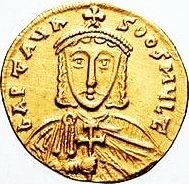
Солид Артавазда

Неизбежное столкновение произошло в мае 743 года, когда Артавазд повёл наступление против Константина, но был разбит. Позже в том же году Константин разгромил Никиту, и 2 ноября 743 года правление Артавазда окончилось: Константин после недолгой осады взял Константинополь и арестовал своего соперника. Артавазд и его сыновья были ослеплены, проведены в позорной процессии и заточены в монастыре Хора на окраине Константинополя. Патриарх Анастасий, короновавший Артавазда, был публично высечен, раздет догола, затем посажен на осла задом наперёд и провезён на нём по ипподрому, после чего был восстановлен в должности патриарха. Точная дата смерти Артавазда неизвестна.

### Семья
У Артавазда и его жены Анны было девять детей, среди которых:
- Никифор, соправитель Артавазда в 742—743 годах
- Никита, стратиг фемы Армениак в 742—743 годах